# Ruskin (Nebraska)
Ruskin je selo u američkoj saveznoj državi Nebraska. Prema popisu stanovništva iz 2010. u njemu je živjelo 123 stanovnika.